# Red geosíncrona
Una órbita geosíncrona es una órbita geocéntrica que tiene el mismo periodo orbital que el periodo de rotación sideral de la Tierra. Tiene un semieje mayor de 42.164 km en el plano ecuatorial. Las órbitas síncronas existen alrededor de todas las lunas, planetas, estrellas y agujeros negros, a menos que roten tan lentamente que la órbita estuviera fuera de su Esfera de Hill. La mayoría de las lunas interiores de los planetas tienen rotación síncrona, así que sus órbitas síncronas están, en la práctica, limitadas a sus puntos de Lagrange. 
Una órbita geosíncrona que es circular y ecuatorial es una órbita geoestacionaria y mantiene su posición relativa respecto a la superficie de la Tierra. Si se pudiera ver el satélite en órbita geoestacionaria parecería flotar en el mismo punto del cielo, es decir, no tendría movimiento diurno mientras que se vería al Sol, la Luna y las estrellas atravesar el cielo detrás de él. Esta órbita tendría un radio aproximado de 42.164 km desde el centro de la Tierra equivalentes a aproximadamente 35.790 km sobre el nivel del mar, por lo tanto una Red Geosíncrona es un conjunto de objetos que siguen una órbita geosíncrona a través de un nodo astronómico, tales como:
- Satélites de comunicaciones
- Satélites meteorológicos
- Satélites de navegación
- Satélites de reconocimiento
- Satélites astronómicos
- Satélites de energía solar
- Estaciones espaciales

Animación de satélite geosíncrono.

Según el Índice de Objetos Lanzados al Espacio Exterior, elaborado por la Oficina de Naciones Unidas para Asuntos del Espacio Exterior (en inglés, UNOOSA,) hay más de 5.000 satélites artificiales orbitando en la actualidad.